# Acanthostyles
Acanthostyles é um género botânico pertencente à família Asteraceae.

## Espécies
Há duas espécies reconhecidas:
- Acanthostyles buniifolius (Hook. ex Hook. & Arn.) R.M.King & H.Rob.
- Acanthostyles saucechicoensis (Hieron.) R.M.King & H.Rob.